# Szabolcs Ferenc
Szabolcs Ferenc, születési és 1902-ig használt nevén Grosz Ferenc (Tiszalök, 1874. szeptember 18. – Budapest, 1959. október 26.) magyar építész.

## Élete
Grosz Lajos és Czitrom Hani fiaként született. A müncheni műegyetemen és a párizsi École des Beaux-Arts-ban tanult Pascal mester mellett. Budapesten Schickedanz Albert mellett dolgozott a budapesti ezredéves emlékmű és a Szépművészeti Múzeum tervein, majd Papp Gyulával (1857–1924) társult.
Az első világháború idején, a mozgósítás első napjaiban bevonult katonának.
1930-ban a budapesti építészkongresszus végrehajtó bizottságának titkára volt. Tagja volt csaknem minden hazai művészi és műszaki egyesületnek. 1944 júliusában kikeresztelkedett a református vallásra.
Számos köz- és magánépületet emelt a történelmi Magyarországon különböző területein.
Felesége Rapolti Erzsébet Irma volt, akivel 1931. március 1-jén Budapesten, a Terézvárosban kötött házasságot.

## Ismert épületei
- 1902–1904/1908: zsinagóga, Ungvár[6][4][9][5]

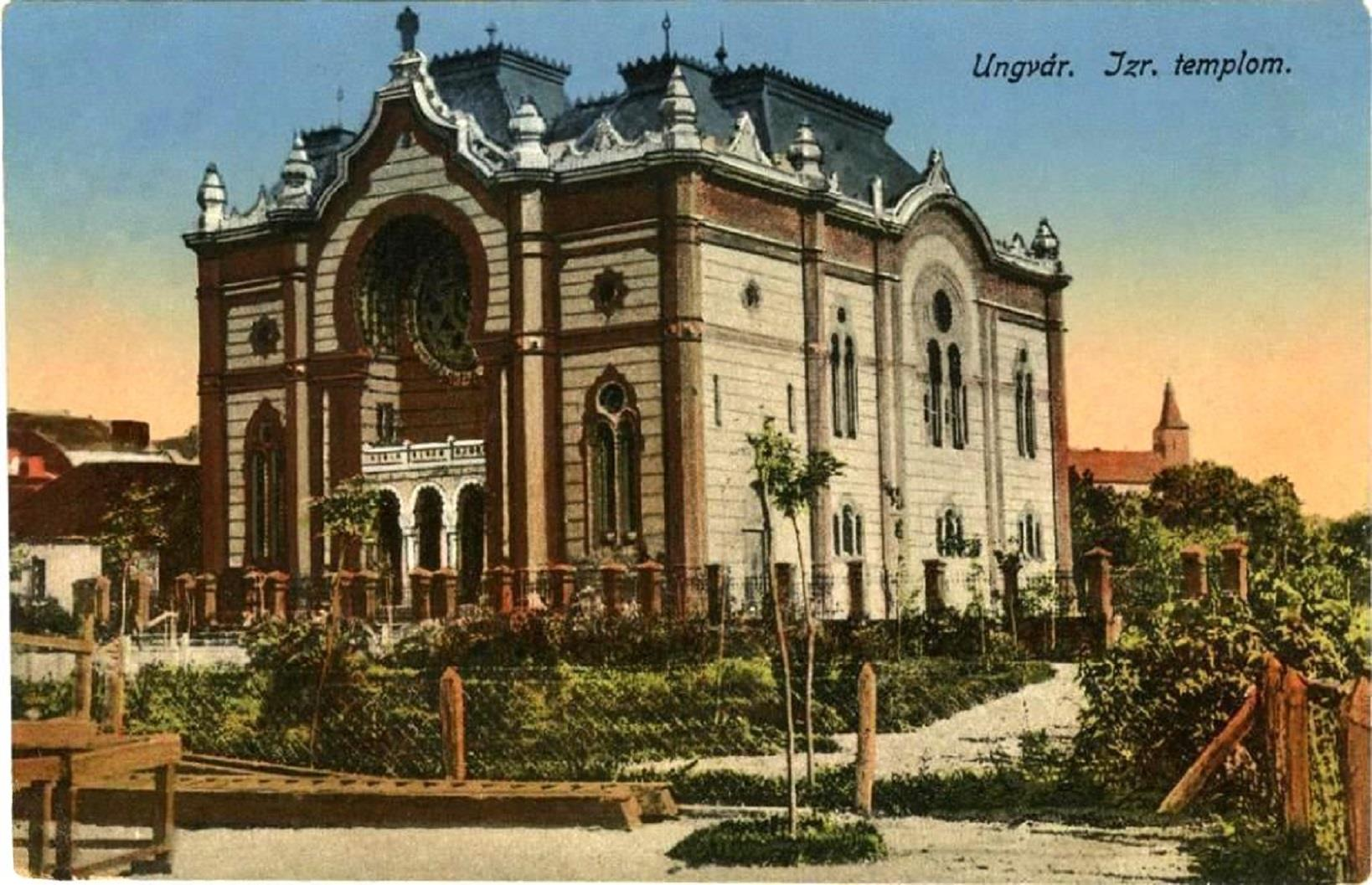
Zsinagóga, Ungvár (1915-ös képeslap)

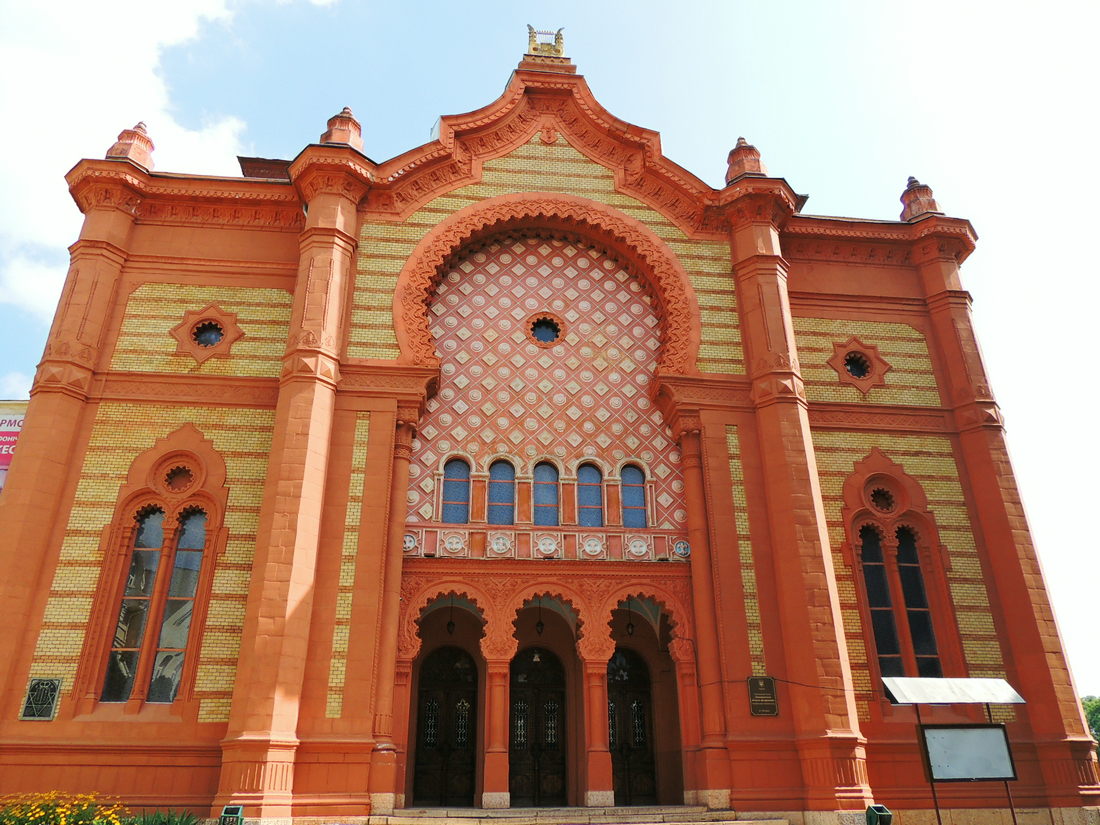
Zsinagóga, Ungvár

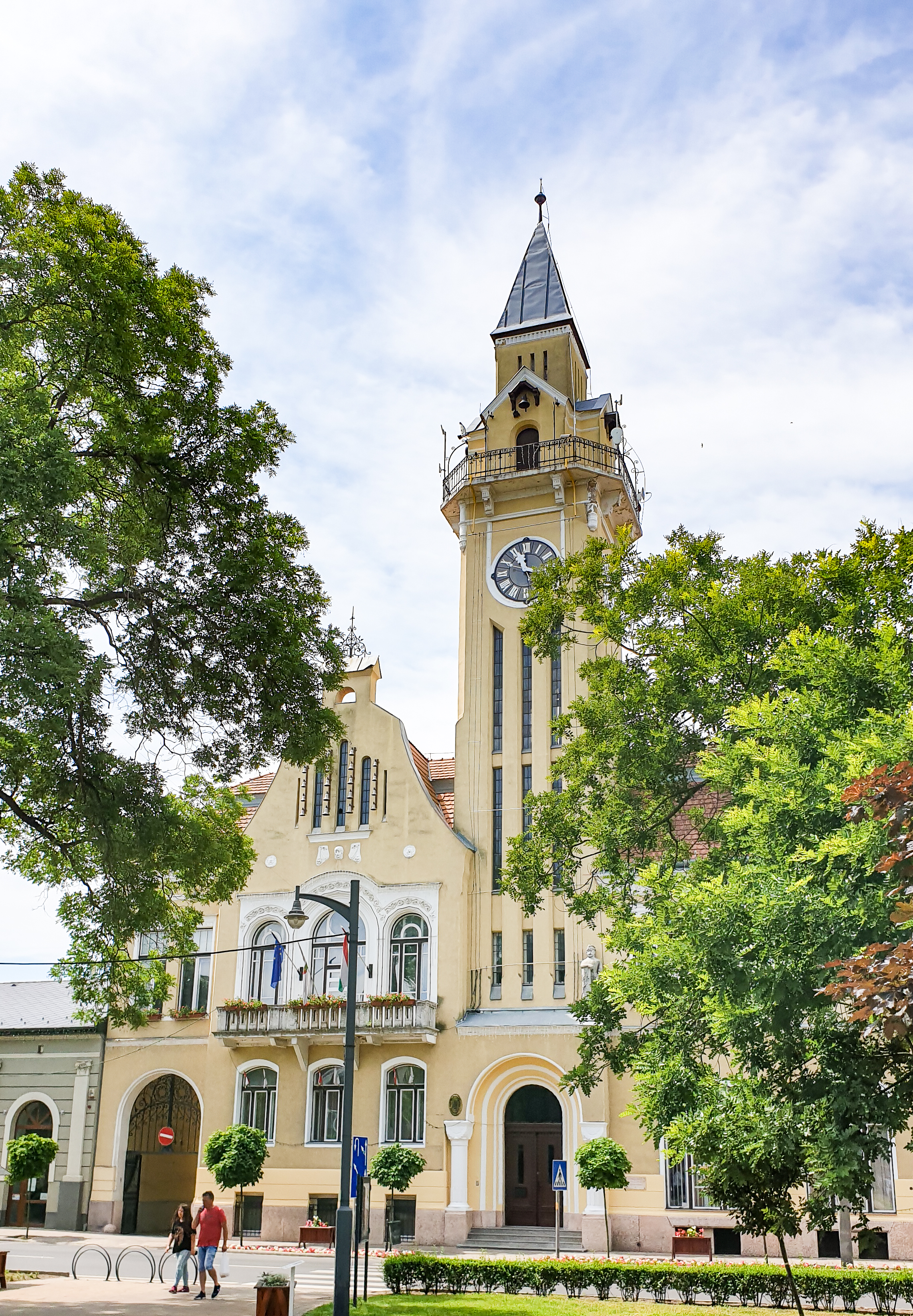
Községháza, Nyírbátor

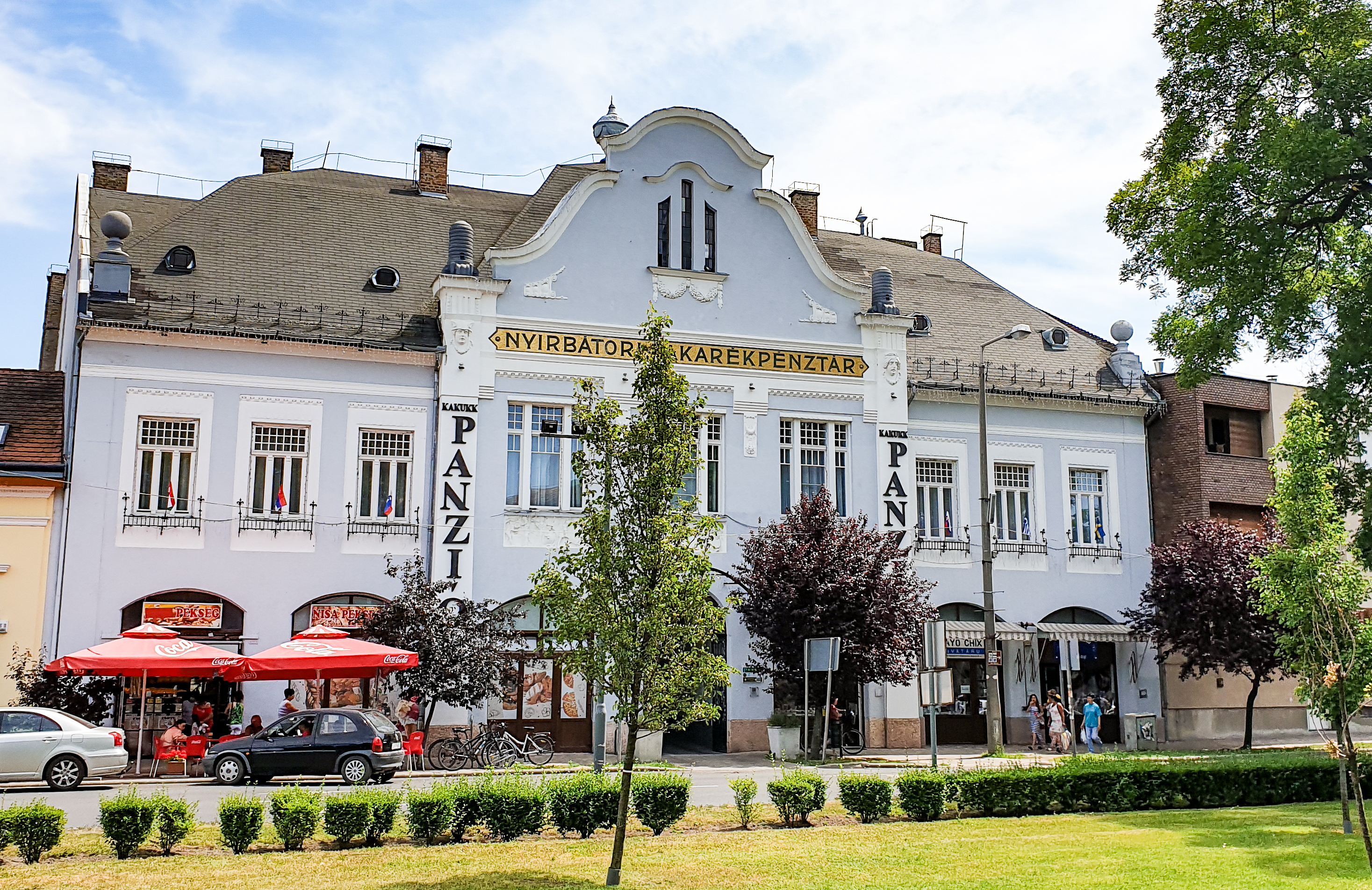
Takarékpénztár, Nyírbátor

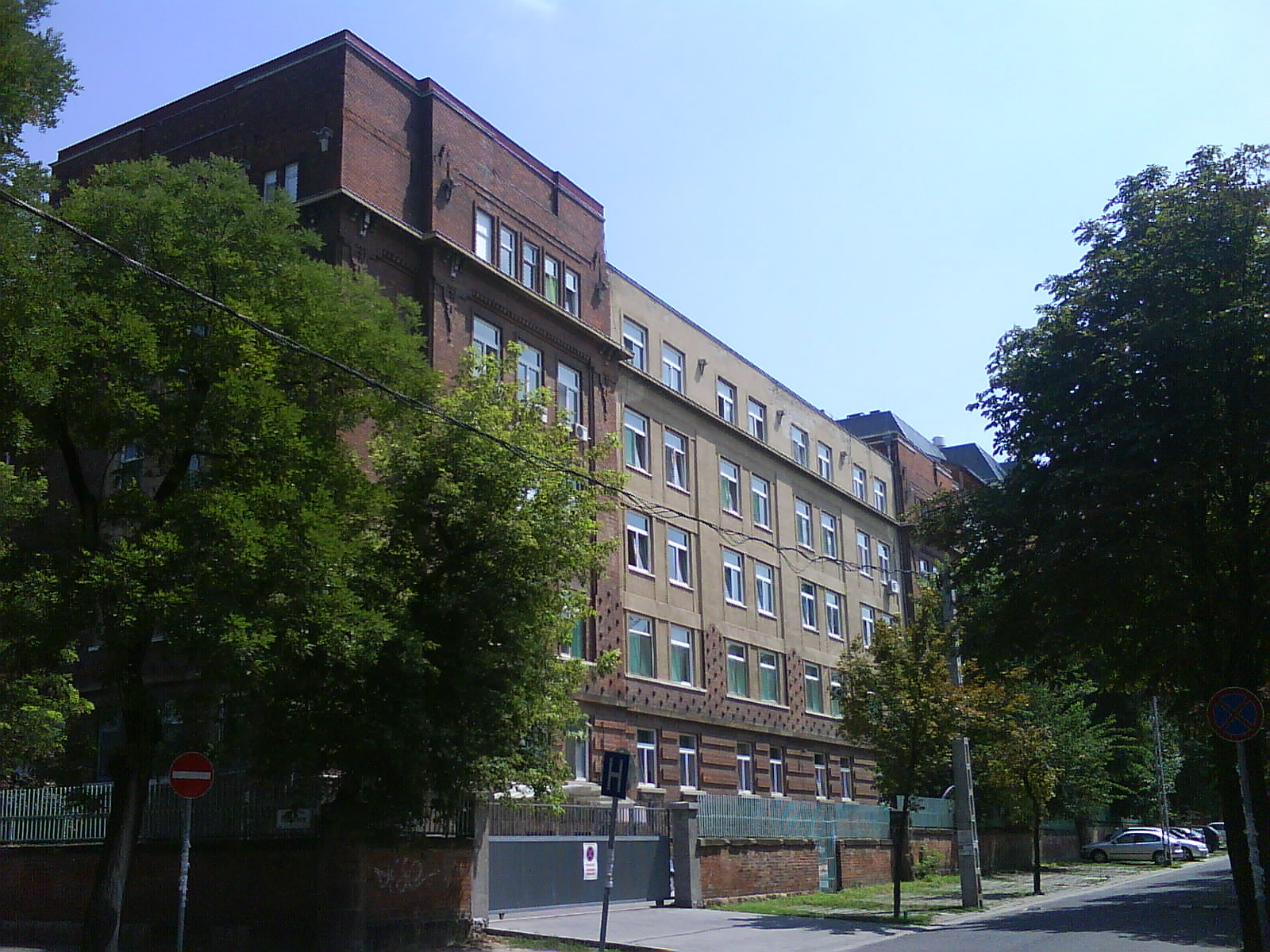
Horthy Miklós-közkórház, Budapest

- 1904–1906: evangélikus templom, Pancsova[4][10][5]
- 1906: református templom, Zilah[4][11]
- 1908: Grósz-palota, Nagymihály[6]
- 1909: Gazdasági és Kereskedelmi Hitelintézet, Kisvárda[6][5]
- 1910: Korona-szálló, Ungvár[4][6][5]
- 1910/1911–1912/1914: a Nyírvízszabályozó Társulat székháza (Nyírvíz-palota), Nyíregyháza[6][12][4][13]
- 1911–1912: községháza, Nyírbátor, Szabadság tér 7.[4][6][14]
- 1912: a Nyíregyházi Általános Hitelintézet székháza, Nyíregyháza, Zrínyi Ilona utca 7.[15][4]
- 1912: takarékpénztár, Nyírbátor[16][4][6]
- 1928–1929: székesfővárosi bérház, Budapest, Róna utca[4][17][18][5]
- 1930–1932: Horthy Miklós-közkórház (ma: Fővárosi Önkormányzat Bajcsy-Zsilinszky Kórháza), Budapest, Maglódi út 89–91.[4] (Maróthy Kálmánnal, de közreműködött Rimanóczy Gyula is)[19]
- ?: római katolikus templom, Mosóc[4][5]
- ?: Posta, Miskolc[4]
- több vidéki banképület[4]

### Tervben maradt épületek
A fentiek mellett sok pályázaton vett részt:
- 1899: Budapesti Áru- és Értéktőzsde (Tőzsdepalota), Budapest (I. díj)[6][20][21]
- 1903: Erzsébet királyné budapesti emlékműve, 2. pályázat, Budapest (Papp Gyulával és Damkó Józseffel)[22][6]
- 1905: Török bankház, Budapest[23][6]
- 1905: Szabadságharc-emlékmű, Budapest (Istók Jánossal)[6]
- 1906: Vendéglő és kaszinó, Szakolca[6][24]
- 1906: Vendéglő, Belényes[25]
- 1907: Városi vigadó és szálló, Léva[6]
- 1907?: Belvárosi Takarékpénztár (Párisi udvar), Budapest, Ferenciek tere[26]
- 1909: Kultúrpalota, Pozsony[27]
- 1924: Kereskedelmi Akadémia, Munkács[28]
- 1927: Posta, Makó[29]
- ?: Zemplén megye székháza[4]
- ?: Kereskedelmi Akadémia, Munkács[4][5]
- ?: Községháza, Kiskunmajsa[5]

A első világháborúban tervei szerint létesült a przemyśli magyar és német hősi temető, és ugyanott 1917-ben a szétlőtt erődök alkatrészeiből egy hatalmas (egyes források szerint a világ legnagyobb) keresztemléket tervezett. Ezért az alkotásáért Ferenc József-lovagrend kitüntetést és soronkivüli főhadnagyi előléptetést nyert.